# Re di Tara
Il titolo re di Tara ha rappresentato un ideale molto antico della sacra sovranità in Irlanda, rivestito da un'aura mitica che sprofonda nel passato lontano e dimenticato, anche per le primissime fonti storiche irlandesi. Per questi motivi il titolo di re di Tara ha sempre dato al suo detentore uno status di grande potere, almeno nella metà settentrionale dell'Irlanda, forse come retaggio confuso di una tradizione quasi completamente dimenticata di un sacro re dei re. Molti cosiddetti re supremi d'Irlanda furono anche re di Tara e in tempi successivi (IX e X secolo) questo titolo, tornato in auge, servì a coloro che lo portavano per presentarsi e candidarsi anche come sovrani supremi. In precedenza, diversi rami della dinastia degli Uí Néill sembrano averlo utilizzato per supportare il proprio potere. Di conseguenza, se ne dovrebbe dedurre che per gran parte della storia d'Irlanda, i titoli di re di Tara e di re supremo d'Irlanda furono distinti e indipendenti.
Segue una lista di coloro a cui, secondo gli annali irlandesi, fu riconosciuto questo titolo. Va notato che le date e i nomi dei primi re sono incerti e spesso molto sospetti.

## I leggendari re di Tara

### I primi re di Tara
- Mac Cairthinn mac Coelboth, morto nel 446/447
- Túathal Máelgarb, morto nel 544/549
- Diarmait mac Cerbaill, prima del 558-565
- Forgus mac Muirchertaig e Domnall mac Muirchertaig, 565-569?
- Báetán mac Muirchertaig e Eochaid mac Domnaill, 569? -572/573
- Ainmuire mac Sétnai, 572/573-575/576
- Áed mac Ainmuirech, 575/576, or 592 - 598
- Fiachnae mac Báetáin (Fiachnae Lurgan), 589-626
- Colmán Rímid mac Báetáin e Áed Sláine mac Diarmato, 598 - 604
- Áed Allán mac Domnaill (Áed Uaridnach), "re diTemair", 604 - ?

### I successivi re di Tara
- Cathal mac Finguine, 713-742
- Áed Allán, 730-738
- Cathal mac Finnguine, raggiunse l'apice nel 742
- Donnchad Midi mac Murchado, 763-797
- Áed Oirdnide, 797-819
- Conchobhar mac Donnchada, 819-833
- Niall Caille mac Áeda, 833-846
- Máel Sechnaill mac Máele Ruanaid, 846-862
- Áed Findliath mac Néill, 862-879
- Flann Sinna mac Máelschnaill, 878-916
- Niall Glúndub, 916-919
- Donnachad Donn mac Flainn, 919-944
- Ruaidri ua Canannain, 944-30 novembre  950
- Congalach Cnogba mac Máelmithig, 950-956
- Domnall ua Néill, 956-980
- Máel Sechnaill mac Domnaill, 980-1002
- Brian Boru, 1002-1014